# Hannovers voetbalkampioenschap 1916/17
In 1916/17 werd het twaalfde Hannovers voetbalkampioenschap gespeeld, dat georganiseerd werd door de Noord-Duitse voetbalbond. Door de Eerste Wereldoorlog werd er de voorgaande twee seizoenen geen competitie gespeeld. Eintracht Hannover werd kampioen en plaatste zich voor de Noord-Duits eindronde. De club verloor in de eerste ronde van Eintracht Braunschweig.

## Eindstand
| Plaats | Club                       | Wed. | W | G | V | Saldo | Ptn  |
| ------ | -------------------------- | ---- | - | - | - | ----- | ---- |
| 1.     | FC Eintracht 1898 Hannover | 8    | 7 | 0 | 1 | 51:12 | 14:2 |
| 2.     | FC Arminia Hannover        | 6    | 4 | 0 | 2 | 29:18 | 8:4  |
| 3.     | Hannoverscher SV 96        | 5    | 2 | 0 | 3 | 13:19 | 4:6  |
| 4.     | SC 02 Hannover             | 4    | 1 | 0 | 3 | 9:24  | 2:6  |
| 5.     | VfB Hannover               | 5    | 0 | 0 | 5 | 3:32  | 0:10 |

|  | Kampioen |